# Bačevica
Bačevica (em cirílico: Бачевица) é uma vila da Sérvia localizada no município de Boljevac, pertencente ao distrito de Zaječar, na região de Timočka Krajina. A sua população era de 345 habitantes segundo o censo de 2011.

## Demografia
| 1948 | 1953 | 1961 | 1971 | 1981 | 1991 | 2002 | 2011 |
| ---- | ---- | ---- | ---- | ---- | ---- | ---- | ---- |
| 1063 | 999  | 925  | 845  | 739  | 523  | 409  | 345  |